# 韋恆
韦恒（?—?），唐朝鄭州陽武縣人。韦思谦之孙，韦嗣立之子。
韦恒，开元初年为砀山县令。为政宽惠，被吏民爱戴。唐玄宗东巡，州县供应，山东州县全都鞭扑立威，只有韦恒不杖罚而事情又办好，被远近称道。御史中丞宇文融，是韦恒的姑姑的儿子，曾经秘密推荐韦恒有经邦济世之才，请以自己的官秩回授，于是韦恒被擢升为殿中侍御史。历任度支左司等员外、太常少卿、给事中。开元二十九年（741年），为陇右道河西黜陟使。韦恒至河西，河西节度使盖嘉运恃托权贵，恣行不法，叙列功劳造假，韦恒抗表弹劾。后来出任为陈留郡太守，没有就任就去世了，时人非常伤惜。其子韦懿，官至韶州刺史。